# 有頭骨
有頭骨（ゆうとうこつ）（羅名capitatum　Os,capitatum）とは、四肢動物の前肢を構成する短骨の一つである。
ヒトの有頭骨は、左右の手に1本ずつ存在し大菱形骨、小菱形骨、有鈎骨とともに遠位手根骨を構成している。

## 有頭骨と関節する骨
- 第2中手骨、第3中手骨、第4中手骨、有鈎骨、小菱形骨、三角骨、月状骨、舟状骨

## 有頭骨から起始する筋肉
- 母指内転筋